# Eremitalpa granti
Eremitalpa granti е вид бозайник от семейство Златни къртици (Chrysochloridae), единствен представител на род Eremitalpa. Видът е почти застрашен от изчезване.

## Разпространение
Разпространен е в Намибия и Южна Африка.